# KDDI維新ホール
KDDI維新ホール（ケイディーディーアイいしんホール）は、山口県山口市小郡令和にある文化交流施設・山口市産業交流拠点施設（やまぐちしさんぎょうこうりゅうきょてんしせつ）のホール棟（多目的ホール）。開館当初より通信事業大手のKDDIがネーミングライツを取得し、「KDDI維新ホール」の名称を用いている。

## 概要
山口市小郡地区（旧小郡町）において、地域に根ざした産業の振興、交流人口の拡大及び多様なにぎわいの創造並びに魅力ある都市空間の形成を図り、山口市はもとより山口県全体の発展に資することを目的として新山口駅北地区重点エリア整備事業の一環としてJR西日本 新山口駅北口に建設された、山口市におけるMICE施設の中核となる施設。整備と運営に当たってはPFI方式が採用され、設計・施工・運営を行う事業者を公募型プロポーザルにより選定し、森ビル都市企画を代表企業とするグループ（森ビル都市企画、アール・アイ・エー、大成建設、積水ハウス、コンベンションリンケージ）の案が採用されて建設に至った。
メインホールはイベント対応型の多目的ホールで、収容能力は県内最大の2,000席。1階席は全席が可動式で、座席を収納すると約1,000m3の平土間スペースを設けることが出来る。メインホールのリハーサルとしても使えるスタジオを併設する。
その他、山口商工会議所や、県の外郭団体であるやまぐち産業振興財団、県の出先機関である山口しごとセンター（旧・山口県若者就職支援センター）が移転入居した。
山口市産業交流拠点施設としてはホール棟の他に、産業交流スペースやメディフィットラボが立地するほか、誘致企業で働く人たちの住まいの受け皿として建設された住宅、シェアハウス型の人材育成施設「アカデミーハウス」（学校法人YIC学院運営）などが備えられている。

## 交通
- JR西日本 新山口駅から徒歩1分